# Isola di Hooker
L'isola di Hooker (in russo Остров Гукера, ostrov Gukera) è un'isola russa che fa parte dell'arcipelago della Terra di Francesco Giuseppe, nell'Oceano Artico. Amministrativamente fa parte dell'oblast' di Arcangelo.

## Geografia e fauna
L'isola, una delle più importanti dell'arcipelago, ha una superficie di 459,8 km², il suo punto più alto, Kupol Džensona (Купол Дженсона), raggiunge i 576 m. Il punti più settentrionali dell'isola sono capo Albert Markama (мыс Альберта Маркама), che ha preso il nome da sir Albert Hastings Markham, e il capo Ljuis Pul. Il promontorio più occidentale è capo Dandy (мыс Данди), o Dundee, mentre un promontorio situato a sud-ovest si chiama Ugol'nyj. Il capo più meridionale è chiamato Cecil Harmsworth (мыс Сесиль-Хармсуорт), in onore del fratello del giornalista ed editore inglese Alfred Harmsworth, e il più orientale è capo Albanova (мыс Альбанова).
A nord-ovest, il canale Britannico la separa dalla Terra del Principe Giorgio, a sud-ovest lo stretto De-Bruyne la separa dall'isola di Northbrook, a est lo stretto Smithson la divide dall'isola di Leigh-Smith, mentre a nord-est lo Young Sound la divide dalle isole di Koetlitz e di Nansen.
Una grande baia non ghiacciata si trova sul lato occidentale dell'isola, la baia Tichaja (Бухта Тихая; in italiano "baia Tranquilla"), il promontorio Rubini, che chiude la baia a sud, è sede di una grande colonia di uccelli marini. Vi trovano le seguenti specie: Uria lomvia, Rissa tridactyla, Alle alle, Cepphus grylle, Fulmarus glacialis, Larus hyperboreus, Somateria mollissima, Stercorariidae e Pagophila eburnea.
Sull'isola di Hooker sono stati trovati fossili del Giurassico superiore come il Peloneustes philarchus e corna di caribù, suggerendo che delle mandrie si spinsero fino a qui circa 1.300 anni fa, durante un periodo in cui la terra aveva un clima più caldo.

## Storia
L'isola è stata scoperta nel 1874 dalla spedizione austro-ungarica al polo nord guidata da Julius von Payer e Carl Weyprecht. La sua costa meridionale venne raggiunta nel 1880 e 1881/82 da Benjamin Leigh Smith, che diede all'isola il nome dal naturalista britannico sir Joseph Dalton Hooker, il quale era andato in Antartide nel 1839 con la spedizione di James Clark Ross sulle navi Erebus e Terror. La spedizione Jackson-Harmsworth del 1894-1897 ha mappato per la prima volta l'isola in dettaglio.
A nord della baia Tichaja fu costruita nel 1926 una stazione-hangar militare, la Buchta Tichaja, utilizzata presumibilmente per il trasporto di idrovolanti dal mare. Era la ferrovia più a nord del mondo (80°20′N 52°49′E). Nel 1929, approdò alla baia il Sedov con la spedizione di Otto Schmidt. Venne piantata la bandiera dell'URSS e sulla costa della baia venne impiantata una stazione radiometereologica, cui venne aggiunto, nel 1937, un osservatorio artico.
Il 27 luglio 1931, l'isola è stata raggiunta dal dirigibile Graf Zeppelin (nel suo viaggio per testare le condizioni di volo artiche) che si è qui incontrato con il rompighiaccio Malygin dov'era imbarcato Umberto Nobile. Personale tedesco venne abbandonato qui tra il 1941 e il 1945 durante la seconda guerra mondiale.

## Isole adiacenti
- Isola di Eaton (Остров Итон, ostrov Iton), 10 km a ovest dell'isola di Scott-Keltie.
- Isole di Etheridge (Острова Этеридж, ostrova Ėteridž), gruppo di 2 isole a sud.
- Isola di Leigh-Smith (Остров Ли-Смита, ostrov Li-Smita), a est.
- Isola di May (Остров Мей, ostrov Mej), a sud.
- Isola di Mërtvogo Tjulenja o Isola della foca morta (Остров Мёртвого Тюленя, ostrov Mërtvogo Tjulenja), a nord. dell'isola di Scott-Keltie.
- Isola di Newton (Остров Ньютона, ostrov Njutona), 11 km a sud.
- Isola della Royal Society (Остров Королевского Общества, ostrov Korolevskogo Obščestva), a nord-est.
- Isola di Scott-Keltie (Остров Скотт-Келти, ostrov Skott-Kelti) a ovest, di fronte alla baia Tichaja.